# Кубок Хейнекен 2008/2009
Кубок Хейнекен 2008/2009 — четырнадцатый розыгрыш главного клубного турнира в европейском регби среди 24-х команд из шести государств. Турнир стартовал в октябре 2008 года и завершился финальным матчем, прошедшим 23 мая 2009 года на стадионе «Маррейфилд» в Эдинбурге (Шотландия). В финале в котором встречались ирландский «Ленстер» и английский «Лестер» победу со счётом 19—16 одержал ирландский клуб.

## Команды
| Англия                                                                                | Франция                                                                                 | Уэльс                                                               | Ирландия                            | Шотландия                        | Италия                      |
| ------------------------------------------------------------------------------------- | --------------------------------------------------------------------------------------- | ------------------------------------------------------------------- | ----------------------------------- | -------------------------------- | --------------------------- |
| - «Глостер» - «Лондон Уоспс» - «Бат» - «Лестер Тайгерс» - «Сейл Шаркс» - «Харлекуинс» | - «Тулуза» - «Биарриц» - «Стад Франсе» - «Клермон» - «Перпиньян» - «Кастр» - «Монтобан» | - «Кардифф Блюз» - «Скарлетс» - «Оспрейз» - «Ньюпорт Гвент Дрэгонс» | - «Ленстер» - «Манстер» - «Ольстер» | - «Эдинбург» - «Глазго Уорриорз» | - «Кальвизано» - «Бенеттон» |

## Первичная жеребьёвка
В новом сезоне правила распределения команд по группам изменились. Отныне 24 участника обретали статус команды первого, второго, третьего или четвёртого яруса. Статус определялся предшествующими выступлениями клуба в еврокубках. Каждая группа включала по одной команде из каждого яруса.
| Ярус 1 | «Манстер» (1)          | «Тулуза» (2)        | «Биарриц» (3)         | «Лестер Тайгерс» (4) | «Стад Франсе» (5) | «Лондон Уоспс» (6) |
| Ярус 2 | «Ленстер» (7)          | «Бат» (8)           | «Глостер» (9)         | «Перпиньян» (10)     | «Сейл Шаркс» (12) | «Скарлетс» (13)    |
| Ярус 3 | «Оспрейз» (15)         | «Кардифф Блюз» (17) | «Клермон-Овернь» (18) | «Ньюпорт ГД» (20)    | «Ольстер» (21)    | «Кастр» (22)       |
| Ярус 4 | «Глазго Уорриорз» (24) | «Бенеттон» (25)     | «Эдинбург» (28)       | «Кальвизано» (32)    | «Харлекуинс» (35) | «Монтобан»         |

## Групповой этап

### Группа 1
| Команда          | И | В | Н | П | Попытки + | Попытки - | Разница | Очки + | Очки - | Разница | Бонус: попытки | Бонус: поражение | Турнирные очки |
| ---------------- | - | - | - | - | --------- | --------- | ------- | ------ | ------ | ------- | -------------- | ---------------- | -------------- |
| «Манстер» (2)    | 6 | 5 | 0 | 1 | 18        | 6         | 12      | 161    | 98     | 63      | 2              | 1                | 23             |
| «Сейл Шаркс»     | 6 | 3 | 0 | 3 | 14        | 11        | 3       | 136    | 115    | 21      | 2              | 1                | 15             |
| «Клермон-Овернь» | 6 | 3 | 0 | 3 | 14        | 13        | 1       | 137    | 129    | 8       | 1              | 0                | 13             |
| «Монтобан»       | 6 | 1 | 0 | 5 | 5         | 21        | −16     | 81     | 173    | −92     | 0              | 2                | 6              |

### Группа 2
| Команда        | И | В | Н | П | Попытки + | Попытки - | Разница | Очки + | Очки - | Разница | Бонус: попытки | Бонус: поражение | Турнирные очки |
| -------------- | - | - | - | - | --------- | --------- | ------- | ------ | ------ | ------- | -------------- | ---------------- | -------------- |
| «Ленстер» (6)  | 6 | 4 | 0 | 2 | 15        | 3         | 12      | 140    | 70     | 70      | 2              | 2                | 20             |
| «Лондон Уоспс» | 6 | 4 | 0 | 2 | 9         | 12        | −3      | 114    | 112    | 2       | 0              | 1                | 17             |
| «Эдинбург»     | 6 | 2 | 0 | 4 | 8         | 8         | 0       | 91     | 103    | −12     | 1              | 0                | 9              |
| «Кастр»        | 6 | 2 | 0 | 4 | 6         | 15        | −9      | 73     | 133    | −60     | 0              | 1                | 9              |

### Группа 3
| Команда              | И | В | Н | П | Попытки + | Попытки - | Разница | Очки + | Очки - | Разница | Бонус: попытки | Бонус: поражение | Турнирные очки |
| -------------------- | - | - | - | - | --------- | --------- | ------- | ------ | ------ | ------- | -------------- | ---------------- | -------------- |
| «Лестер Тайгерс» (4) | 6 | 4 | 0 | 2 | 23        | 6         | 17      | 191    | 90     | 101     | 3              | 2                | 21             |
| «Оспрейз» (7)        | 6 | 4 | 0 | 2 | 17        | 3         | 14      | 155    | 71     | 84      | 2              | 2                | 20             |
| «Перпиньян»          | 6 | 4 | 0 | 2 | 17        | 10        | 7       | 154    | 120    | 34      | 1              | 1                | 18             |
| «Бенеттон»           | 6 | 0 | 0 | 6 | 5         | 43        | −38     | 72     | 291    | −219    | 0              | 0                | 0              |

### Группа 4
| Команда          | И | В | Н | П | Попытки + | Попытки - | Разница | Очки + | Очки - | Разница | Бонус: попытки | Бонус: поражение | Турнирные очки |
| ---------------- | - | - | - | - | --------- | --------- | ------- | ------ | ------ | ------- | -------------- | ---------------- | -------------- |
| «Харлекуинс» (3) | 6 | 5 | 0 | 1 | 16        | 12        | 4       | 144    | 115    | 29      | 2              | 0                | 22             |
| «Стад Франсе»    | 6 | 3 | 0 | 3 | 13        | 11        | 2       | 131    | 109    | 22      | 1              | 2                | 15             |
| «Ольстер»        | 6 | 2 | 1 | 3 | 13        | 13        | 0       | 113    | 134    | −21     | 0              | 1                | 11             |
| «Скарлетс»       | 6 | 1 | 1 | 4 | 12        | 18        | −6      | 124    | 154    | −30     | 0              | 2                | 8              |

### Группа 5
| Команда                 | И | В | Н | П | Попытки + | Попытки - | Разница | Очки + | Очки - | Разница | Бонус: попытки | Бонус: поражение | Турнирные очки |
| ----------------------- | - | - | - | - | --------- | --------- | ------- | ------ | ------ | ------- | -------------- | ---------------- | -------------- |
| «Бат» (5)               | 6 | 4 | 1 | 1 | 13        | 8         | 5       | 107    | 92     | 15      | 2              | 1                | 21             |
| «Тулуза» (8)            | 6 | 4 | 1 | 1 | 12        | 8         | 4       | 121    | 88     | 33      | 1              | 1                | 20             |
| «Глазго»                | 6 | 2 | 0 | 4 | 14        | 17        | −3      | 134    | 150    | −16     | 1              | 3                | 12             |
| «Ньюпорт Гвент Дрэгонс» | 6 | 1 | 0 | 5 | 8         | 14        | −6      | 83     | 115    | −32     | 0              | 3                | 7              |

### Группа 6
| Команда            | И | В | Н | П | Попытки + | Попытки - | Разница | Очки + | Очки - | Разница | Бонус: попытки | Бонус: поражение | Турнирные очки |
| ------------------ | - | - | - | - | --------- | --------- | ------- | ------ | ------ | ------- | -------------- | ---------------- | -------------- |
| «Кардифф Блюз» (1) | 6 | 6 | 0 | 0 | 23        | 9         | 14      | 202    | 99     | 103     | 3              | 0                | 27             |
| «Биарриц»          | 6 | 3 | 0 | 3 | 14        | 4         | 10      | 121    | 88     | 33      | 1              | 2                | 15             |
| «Глостер»          | 6 | 3 | 0 | 3 | 17        | 12        | 5       | 156    | 109    | 47      | 2              | 1                | 15             |
| «Кальвизано»       | 6 | 0 | 0 | 6 | 8         | 37        | −29     | 87     | 270    | −183    | 0              | 0                | 0              |

### Жеребьёвка плей-офф
| № | Победитель группы     | Очки | Попытки | Разница очков |
| - | --------------------- | ---- | ------- | ------------- |
| 1 | «Кардифф Блюз»        | 27   | 23      | +103          |
| 2 | «Манстер»             | 23   | 18      | +63           |
| 3 | «Харлекуинс»          | 22   | 16      | +29           |
| 4 | «Лестер Тайгерс»      | 21   | 23      | +101          |
| 5 | «Бат»                 | 21   | 13      | +15           |
| 6 | «Ленстер»             | 20   | 15      | +70           |
| № | Второе место в группе | Очки | Попытки | Разница очков |
| 7 | «Оспрейз»             | 20   | 17      | +84           |
| 8 | «Тулуза»              | 20   | 12      | +33           |
| – | «Сейл Шаркс»          | 19   | 14      | +21           |
| – | «Лондон Уоспс»        | 17   | 7       | +8            |
| – | «Биарриц»             | 15   | 14      | +33           |
| – | «Стад Франсе»         | 15   | 13      | +22           |

## Плей-офф
Определение порядка проведения и участников четвертьфинальных матчей прошло 27 января на стадионе «Маррейфилд».

### Четвертьфинал
| 2009-04-11 15:30 | «Кардифф Блюз»                | 9 – 6 | «Тулуза»                                | «Миллениум», Кардифф Зрителей: 36 728 Судья: Крис Уайт |
| 2009-04-11 15:30 | Пен.: Блер (3/3) 1', 30', 57' | отчёт | Пен.: Мишалак (1/1) 5' Скрела (1/1) 64' | «Миллениум», Кардифф Зрителей: 36 728 Судья: Крис Уайт |

| 2009-04-11 18:00 | «Лестер Тайгерс»                                            | 20 – 15 | «Бат»                                                                    | «Уокерс Стэдиум», Лестер Зрителей: 26 100 Судья: Алан Льюис |
| 2009-04-11 18:00 | Поп.: Дюпуи 80' m Пен.: Вести (5/5) 20', 22', 51', 55', 67' | отчёт   | Поп.: Бирн 35' c Мэддок 64' m Реал.: Джеймс (1/2) Пен.: Джеймс (1/2) 45' | «Уокерс Стэдиум», Лестер Зрителей: 26 100 Судья: Алан Льюис |

| 2009-04-12 13:00 | «Манстер» | 43 – 9 | «Оспрейз»                     | «Томонд Парк», Лимерик Зрителей: 26 000 Судья: Уэйн Барнс |
| 2009-04-12 13:00 | Поп.: Уорвик 34' c О’Коннелл55' c Эрлс (2) 63' c, 65' c Реал.: О’Гара (4/4) Пен.: О’Гара (3/3) 14', 20', 50' Дроп: Уорвик (2) 39', 58' | отчёт  | Пен.: Хук (3/6) 16', 30', 45' | «Томонд Парк», Лимерик Зрителей: 26 000 Судья: Уэйн Барнс |

| 2009-04-12 15:30 | «Харлекуинс»      | 5 – 6 | «Ленстер»                      | «Туикенем Ступ», Лондон Зрителей: 12 638 Судья: Найджел Оуэнс |
| 2009-04-12 15:30 | Поп.: Браун 65' m | отчёт | Пен.: Контепоми (2/2) 15', 39' | «Туикенем Ступ», Лондон Зрителей: 12 638 Судья: Найджел Оуэнс |

- Данный матч стал известен под названием «Бладгейт». Тренер англичан Дин Ричардс в результате инцидента получил трёхлетнюю дисквалификацию. Дело в том, что при появлении у игрока крови допускается внеочередная замена. Ричардс же инсценировал появление крови у игрока Тома Уильямса. Уильямс был наказан на год, однако его сотрудничество со следствием было рассмотрено как смягчающее обстоятельство, и срок дисквалификации был сокращён до четырёх месяцев.[3]

### Полуфинал
| 2009-05-02 17:30 | «Манстер»                   | 6 – 25 | «Ленстер» | «Кроук Парк», Дублин Зрителей: 82 208 Судья: Найджел Оуэнс |
| 2009-05-02 17:30 | Пен.: О’Гара (2/2) 18', 36' | отчёт  | Поп.: Д’Арси 30' m Фиджеральд 42' c О’Дрисколл 61' c Реал.: Секстон (2/3) Пен.: Секстон (1/1) 26' Дроп: Контепоми (1/1) 15' | «Кроук Парк», Дублин Зрителей: 82 208 Судья: Найджел Оуэнс |

| 2009-05-03 15:00 | «Кардифф Блюз»                                                                                  | 26 – 26 (ОТ) | «Лестер Тайгерс»                                                                                 | «Миллениум», Кардифф Зрителей: 44 212 Судья: Ален Ролланд |
| 2009-05-03 15:00 | Поп.: Робертс 73' c Джеймс 74' c Реал.: Блер (2/2) Пен.: Блер (2/2) 14', 33' Халфпенни 27', 35' | отчёт        | Поп.: Хэмилтон 21' c Джордан Мёрфи 45' c Реал.: Дюпуи (2/2) Пен.: Дюпуи (4/7) 24', 38', 54', 56' | «Миллениум», Кардифф Зрителей: 44 212 Судья: Ален Ролланд |

### Финал
| 2009-05-23 17:00 | «Лестер Тайгерс»                                                   | 16 – 19 | «Ленстер» | «Маррейфилд», Эдинбург Зрителей: 66 523 Судья: Найджел Оуэнс |
| 2009-05-23 17:00 | Поп.: Вудс 38' c Реал.: Дюпуи (1/1) Пен.: Дюпуи (3/3) 8', 33', 42' | (отчёт) | Поп.: Хислип 49' c Реал.: Секстон (1/1) Пен.: Секстон (2/3) 24', 70' Дроп: О’Дрисколл (1/1) 5' Секстон (1/1) 17' | «Маррейфилд», Эдинбург Зрителей: 66 523 Судья: Найджел Оуэнс |